# 前霍恩巴赫
前霍恩巴赫（德語：Vorderhornbach）是奥地利蒂罗尔州罗伊特县的一个市镇，与后霍恩巴赫相邻。总面积17.28平方公里，总人口276人，人口密度16.0人/平方公里（2005年）。